# Hatillo (Costa Rica)
Hatillo è un distretto della Costa Rica facente parte del Cantone di San José, nella provincia omonima.
Hatillo comprende 16 rioni (barrios):
- 15 de Setiembre
- 25 de Julio
- Hatillo 1
- Hatillo 2
- Hatillo 3
- Hatillo 4
- Hatillo 5
- Hatillo 6
- Hatillo 7
- Hatillo 8
- Hatillo Centro
- Los Aserrines
- Sagrada Familia
- Tiribí
- Topacio
- Vivienda en Marcha

Il distretto fa parte dell'area urbana della capitale San José, ed è una zona prettamente residenziale; l'area iniziò ad essere popolata nel 1850, ma l'espansione avvenne verso la metà del XX secolo quando numerose abitazioni vennero costruite da parte dell'Instituto Nacional de Vivienda y Urbanismo.